# As-Sajjah
As-Sajjah (arab. الصياح) – wieś w Syrii, w muhafazie Aleppo, w dystrykcie Dżabal Siman. W 2004 roku liczyła 295 mieszkańców.